# Суизьо
Суизьо (итал. Suisio) — коммуна в Италии, находится в регионе Ломбардия, подчиняется административному центру Бергамо.
Население составляет 3306 человек, плотность населения составляет 827 чел./км². Занимает площадь 4 км². Почтовый индекс — 24040. Телефонный код — 035.
Покровителем коммуны почитается святой апостол Андрей, празднование 30 ноября.